# 文頓砂脂鯉
文頓砂脂鯉，為輻鰭魚綱脂鯉目脂鯉亞目頂器脂鯉科的其一種，分布於南美洲奧里諾科河流域，體長可達5.7公分，棲息在底中層水域，生活習性不明。